# هنری لئونتی
هنری لئونتی (انگلیسی: Henri Leonetti; ۶ ژانویهٔ ۱۹۳۷ – ۲۷ فوریهٔ ۲۰۱۸) بازیکن فوتبال اهل فرانسه بود.
از باشگاه‌هایی که در آن بازی کرده‌است می‌توان به باشگاه فوتبال المپیک مارسی اشاره کرد.